# Jonatan Berg
Anders Kenneth Jonatan Berg (Torsby, 9 maggio 1985) è un ex calciatore svedese, di ruolo centrocampista.

## Biografia
È fratello maggiore dell'attaccante Marcus Berg.

## Carriera
Ha iniziato la carriera in patria, giocando 57 partite e segnando 6 gol nell'Allsvenskan, la massima serie del campionato svedese, dividendosi nel periodo compreso tra il 2005 e il 2010 tra i periodi all'IFK Göteborg, i prestiti a GAIS e Trelleborg e il passaggio al Gefle.
Nell'estate del 2010 è stato acquistato dalla squadra italiana del Taranto. Il 9 settembre 2011 il calciatore svedese e la società del Taranto hanno apposto le firme sulla rescissione del contratto. La sua carriera è poi proseguita in Svezia, tra seconda e terza serie, fino al ritiro avvenuto al termine della stagione 2015 all'età di 30 anni, dopo il mancato rinnovo da parte del Sirius.